# Arvi
Arvi è una città dell'India di 40.568 abitanti, situata nel distretto di Wardha, nello stato federato del Maharashtra. In base al numero di abitanti la città rientra nella classe III (da 20.000 a 49.999 persone).

## Geografia fisica
La città è situata a 20° 59' 45 N e 78° 13' 59 E.

## Società

### Evoluzione demografica
Al censimento del 2001 la popolazione di Arvi assommava a 40.568 persone, delle quali 21.008 maschi e 19.560 femmine. I bambini di età inferiore o uguale ai sei anni assommavano a 4.671, dei quali 2.489 maschi e 2.182 femmine. Infine, coloro che erano in grado di saper almeno leggere e scrivere erano 31.491, dei quali 17.175 maschi e 14.316 femmine.